# Віктор Жільберт
Вікт́ор Жільб́ерт (фр. Victor Gabriel Gilbert; *13 лютого 1847 — †21 липня 1933) — французький художник, який жив і працював у Парижі.

## Біографія
Віктор Габріель Жільберт народився 13 лютого 1847 в Парижі, незадовго до революції 1848 року, яка призвела до реформ у системі салонів, що дозволило більшій кількості художників представляти свої нові роботи. Жільберт Віктор рано проявив себе як художник, але у сім'ї не було коштів щоб відіслати сина до Національної вищої школи витончених мистецтв (École nationale supérieure des beaux-arts), тому він був найнятий у 1860 році підмайстром художника і декоратора. Він відвідує вечірні уроки живопису під керівництвом Отця Левассера, у школі міста Парижа.
Його кар'єра починається в 1873 році в Салоні французьких художників. Наприкінці 1870-х років підтверджується його смак до натуралізму і він звертається до жанрового живопису зі сценами вулиць, кафе, ринків, особливо в Ле-Алі. Завдяки цьому він отримав медаль другого класу в Салоні 1880 року за свою картину «Куточок рибного ринку вранці» і срібну медаль на Всесвітній виставці в 1889. Він стає членом Французького товариства художників у 1914 році.
Віктор Жільберт був призначений кавалером ордена Почесного легіону в 1897 році, і нагороджений премією Леона Бонна в 1926 році. Оскільки Жільберт був надзвичайно успішним художником, його роботи поширилися по Європі і Північній Америці, де вони продаються з 1900 року і до наших днів.
Віктор Жільберт помер 21 липня 1933 року в Парижі, похований на кладовищі в Монмарті.

## Творчість
Його творча манера об'єднувала натуралізм кінця XIX століття та динамічний метод пленерного світла і мазка, які виникли в його картинах на початку ХХ століття. На початку своєї кар'єри Жільберт зосередився на натюрмортах, але до кінця він все більше і більше звертався до типових тем реалізму. Під час Прекрасної епохи, мостові Парижа були населені торговцями всіх видів. Свідок свого часу, Віктор Жільберт захоплюється ростом і гордістю працівників Ле-Аля на ринках Парижа і провінції. У тамтешніх чашах для варіння супу і м'ясниках, які обробляють яловичину, його чуттєве бачення бачить красу, але не маскує суворість повсякденного життя.
Критики епохи казали про нього: «Живопис Віктора Жільберта оспівує роботу просто неба (…) він возвишує цю чесну працю. Цей живопис живий і сучасний, повний достатку і сили, з тонкощами і грою тонів, що дає можливість відчути гнучку майстерність.» Віктор Жільберт також зображує свіжість і бадьорість дитинства в Парижі або в провінції. Його кольори є мирними, розслабляючими у щасливій гармонії. Протягом цього періоду, зрештою статус дитини змінюється. Він додає тему шлюбу й одухотворяє її. Найціннішим результатом цього періоду є робота Віктора Жільберта, на якій королівський хлопчина перетинає жебрацтво.
Віктор Жільберт творив не тільки стилі натуралізму, реалізму, але й імпресіонізму. Його життя і кар'єра в салоні постійно зазнавали змін і перетворень під впливом часу. Після того як Прекрасна Епоха пройшла, а імпресіонізм залишив свій слід, він переходить до жанрових сцен, які включали елегантних жінок і сім'ї, а також вже не такі «пейзажні» сцени життя.
Нагороджений у Салоні французьких художників, визнаний як велика людина свого часу, Віктор Жілберт отримав дорогу у всі громадські кола. Природна елегантність була візитівкою для товариств. У своїй творчості він також покаже свята, якими відзначалася Прекрасна Епоха.

## Обрані роботи

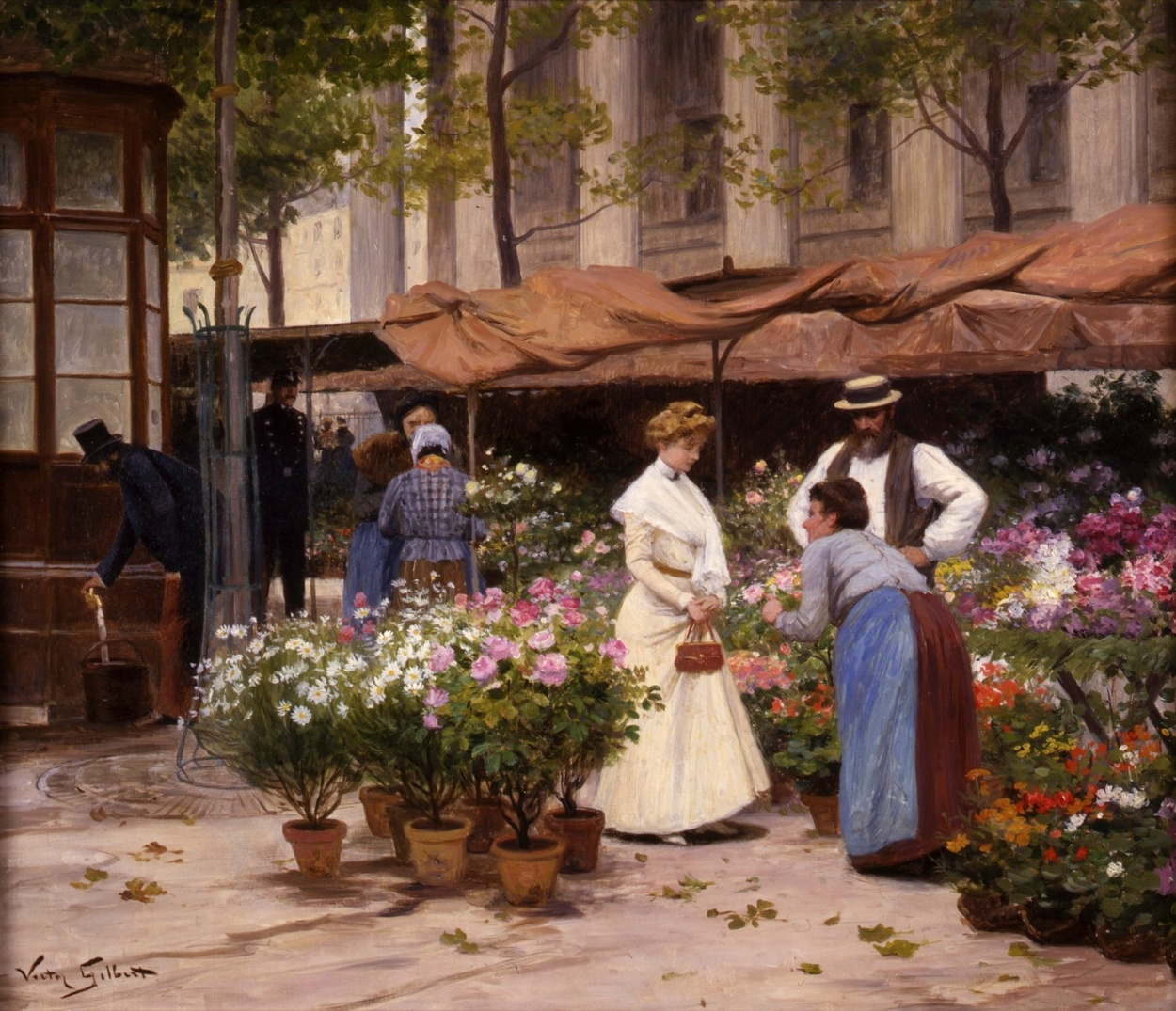
Квітковий ринок
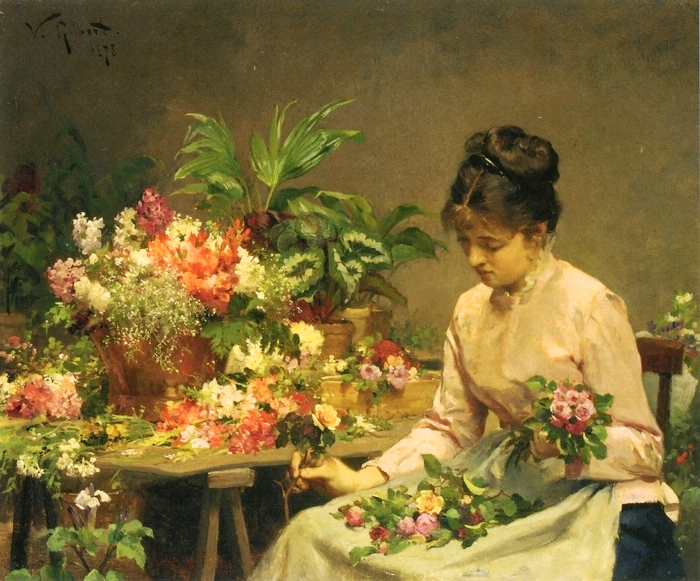
Продавчиня квітів
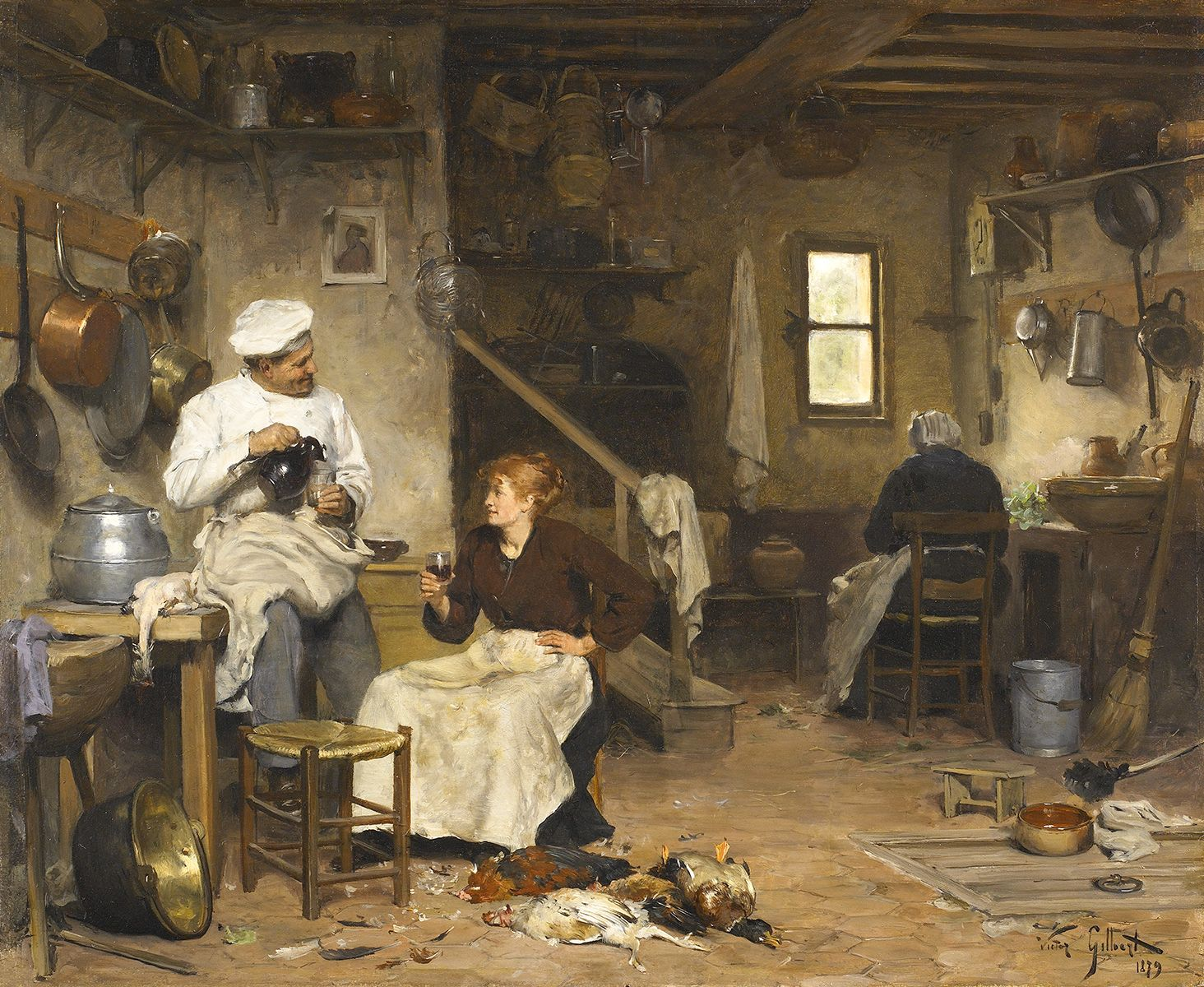
Кухарі
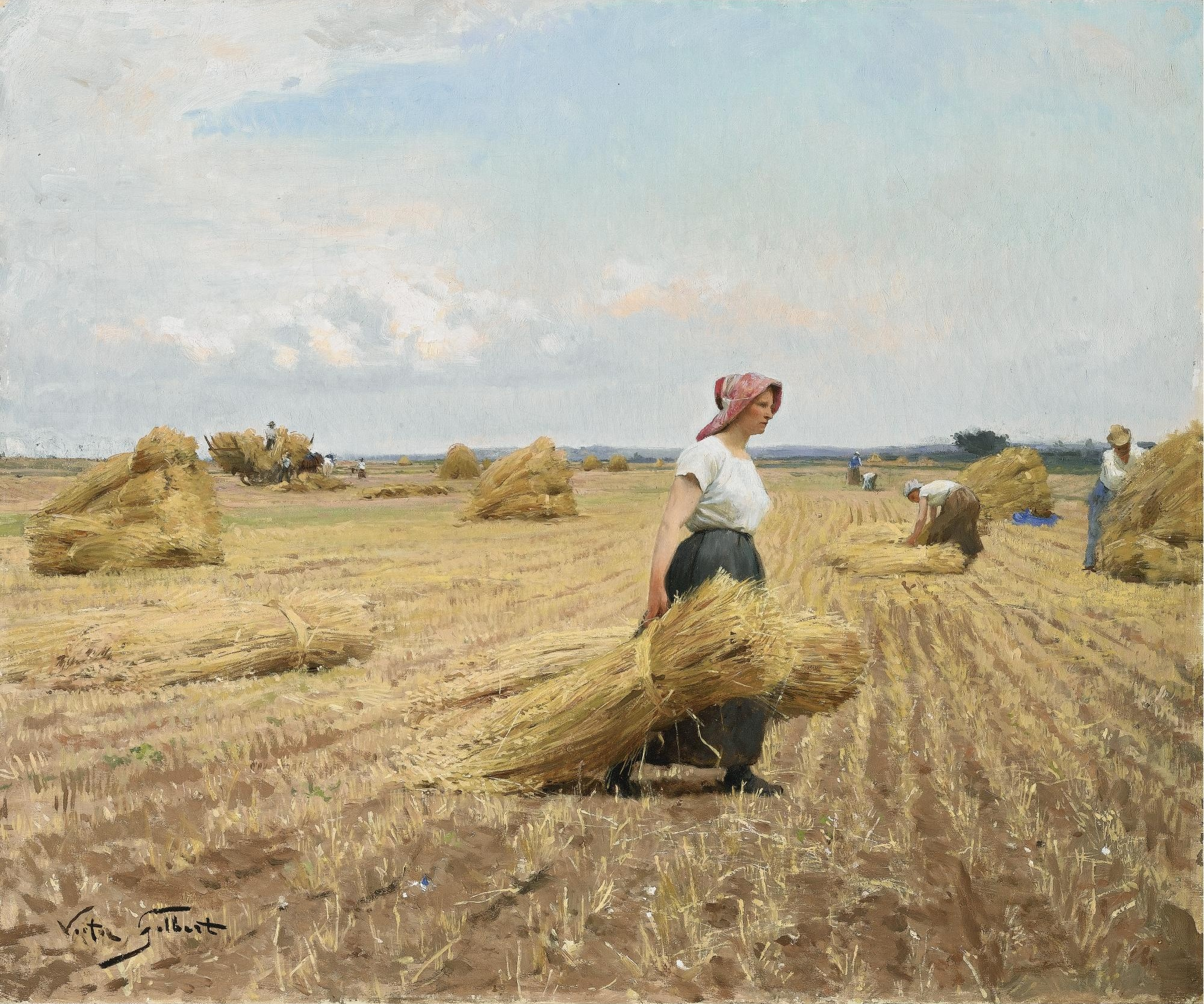
Жнива
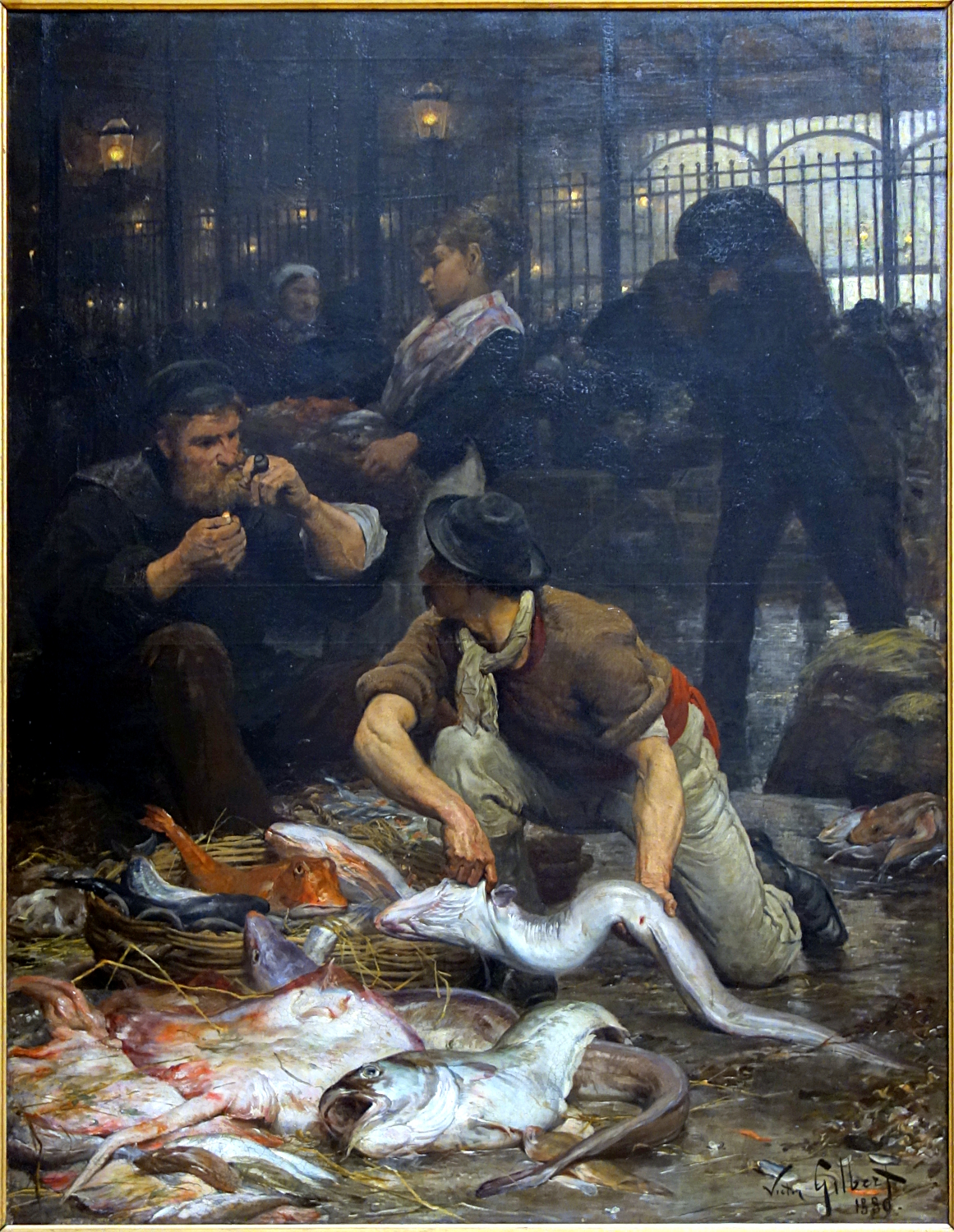
Куток рибного ринку, ранок
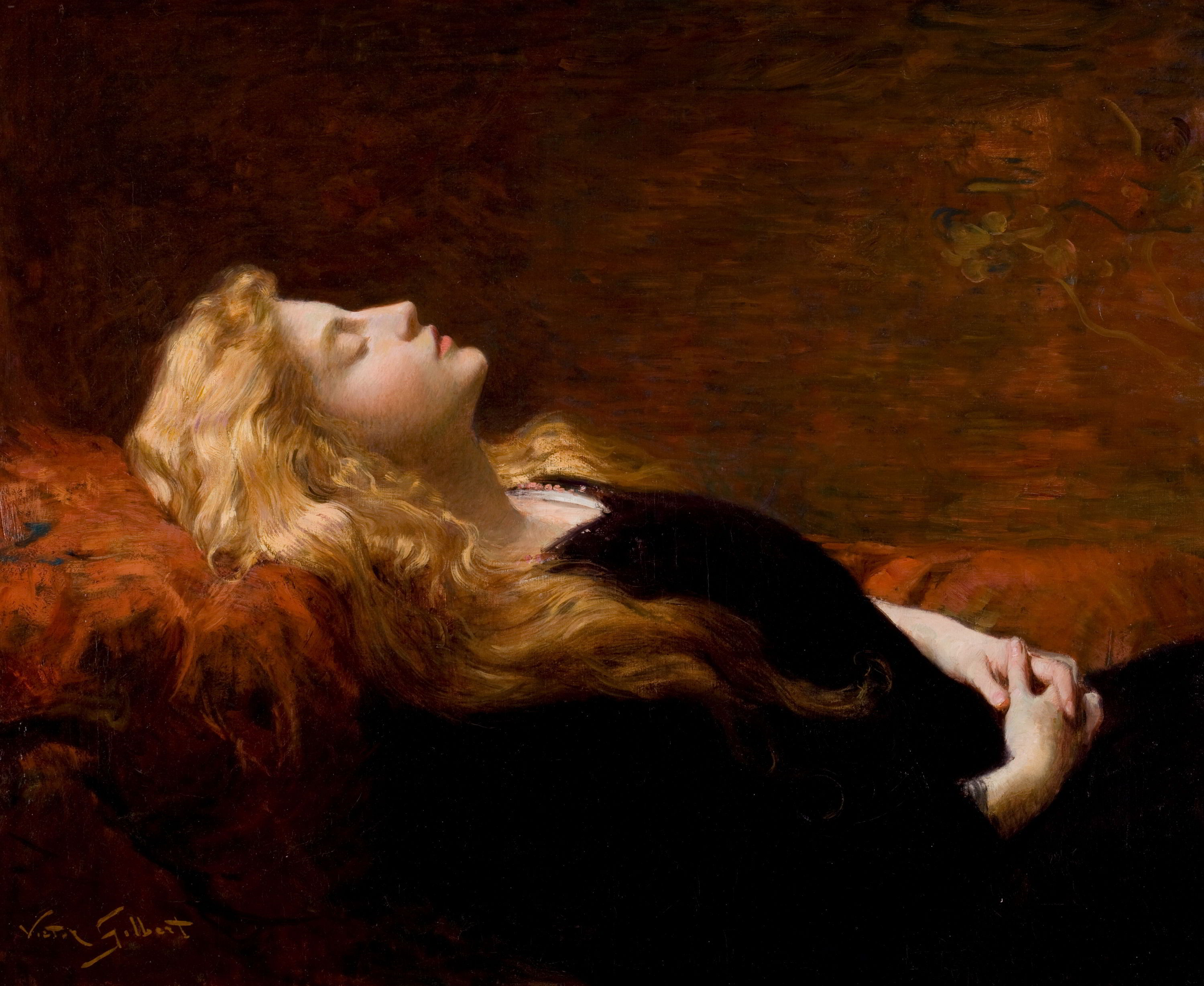
Відпочинок